# Leonardo (bướm đêm)
Leonardo là một chi bướm đêm thuộc họ Crambidae.

## Species
- Leonardo avicennae Bassi, 1990
- Leonardo davincii Bleszynski, 1965